# Gianrico Ruzza
Gianrico Ruzza (14 de fevereiro de 1963) é um clérigo italiano e bispo católico romano de Civitavecchia-Tarquinia e Porto-Santa Rufina.
Gianrico Ruzza estudou no Seminário Pontifício Romano e foi ordenado sacerdote para a diocese de Roma em 16 de maio de 1987.
Depois da ordenação foi assistente até 1990 e depois subregente até 1997 no Pontifício Seminário Romano. Durante este tempo, ele obteve uma licenciatura em direito canônico da Pontifícia Universidade Gregoriana. Foi secretário da Missão da Cidade de Roma, do Conselho Pastoral Diocesano e da Comissão do Congresso Eucarístico Mundial em 2000. De 2001 a 2006 foi responsável pelo ministério do clero no Vicariato da Diocese de Roma. Durante este período foi também reitor da Igreja de San Lorenzo in Miranda no Fórum Romano. De 1997 a 2006 dirigiu o instituto de retiros masculinos da Ponte Rotto. Desde 2006 foi pastor em San Roberto Bellarmino, até 2013, igreja titular do Papa Francisco. Desde 2010, ele também atuou como Presidente do Conselho de Administração do Instituto Interdiocesano para o Cuidado do Clero.
Em 14 de setembro de 2015, o Papa Francisco o nomeou bispo titular de Subaugusta e bispo auxiliar na diocese de Roma. O Cardeal Vigário Agostino Vallini deu-lhe a consagração episcopal em 11 de junho do mesmo ano; Os co-consagradores foram o Vice-Regente da Diocese de Roma, Filippo Iannone OCarm, e o Bispo Auxiliar Guerino Di Tora.
Como bispo auxiliar foi responsável pelo setor central da diocese de Roma até 2019 e secretário prelado do vicariato da diocese de 2017 a 2019. Em 2019 foi-lhe atribuída a responsabilidade pelo setor sul da diocese.
Em 18 de junho de 2020, o Papa Francisco o nomeou Bispo de Civitavecchia-Tarquinia. A posse ocorreu em 25 de julho do mesmo ano. Desde 5 de maio de 2021, Ruzza também é Administrador Apostólico da diocese vaga de Porto-Santa Rufina.
Em 12 de fevereiro de 2022, o Papa Francisco decretou a união da diocese de Porto-Santa Rufina in persona episcopi com a diocese de Civitavecchia-Tarquinia e ao mesmo tempo nomeou Ruzza bispo das dioceses assim unidas.